# 藍興堡
藍興堡，是台灣中北部自清治時期至日治初期的一個行政區劃，其範圍包括今臺中市的太平區全部、大里區全部、烏日區東北部、中區全部、東區全部、西區東部及南區全部。
藍興堡西邊為大肚下堡，北邊捒東下堡、捒東上堡，東邊為蕃地，南邊為北港溪堡、貓羅堡。

## 管轄街庄
藍興堡原轄28個街庄，1916年11月3日臺中街脫離藍興堡，單獨成為一堡里（臺中），剩餘27個街庄：
- 今太平區境內：太平庄、三汴庄、番仔路庄、車籠埔庄、頭汴坑庄
- 今大里區境內：大里杙街、詹厝園庄、番仔藔庄、塗城庄、草湖庄、大突藔庄、涼傘樹庄、內新庄
- 今中、南、東、西區境內：頂橋仔頭庄、下橋仔頭庄、樹仔腳庄、番婆庄、半平厝庄、公館庄、後壠仔庄、東勢仔庄、旱溪庄
- 今烏日區境內：九張犁庄、五張犁庄、阿密哩庄、頭前厝庄、蘆竹湳庄